# Place du Marché au charbon
La Place du Marché au charbon ou le Marché du charbon (en tchèque, Uhelny trh) est une place triangulaire située dans la vieille ville de Prague, au nord de la place Jugmann et à l'est de la place de Bethléem. 

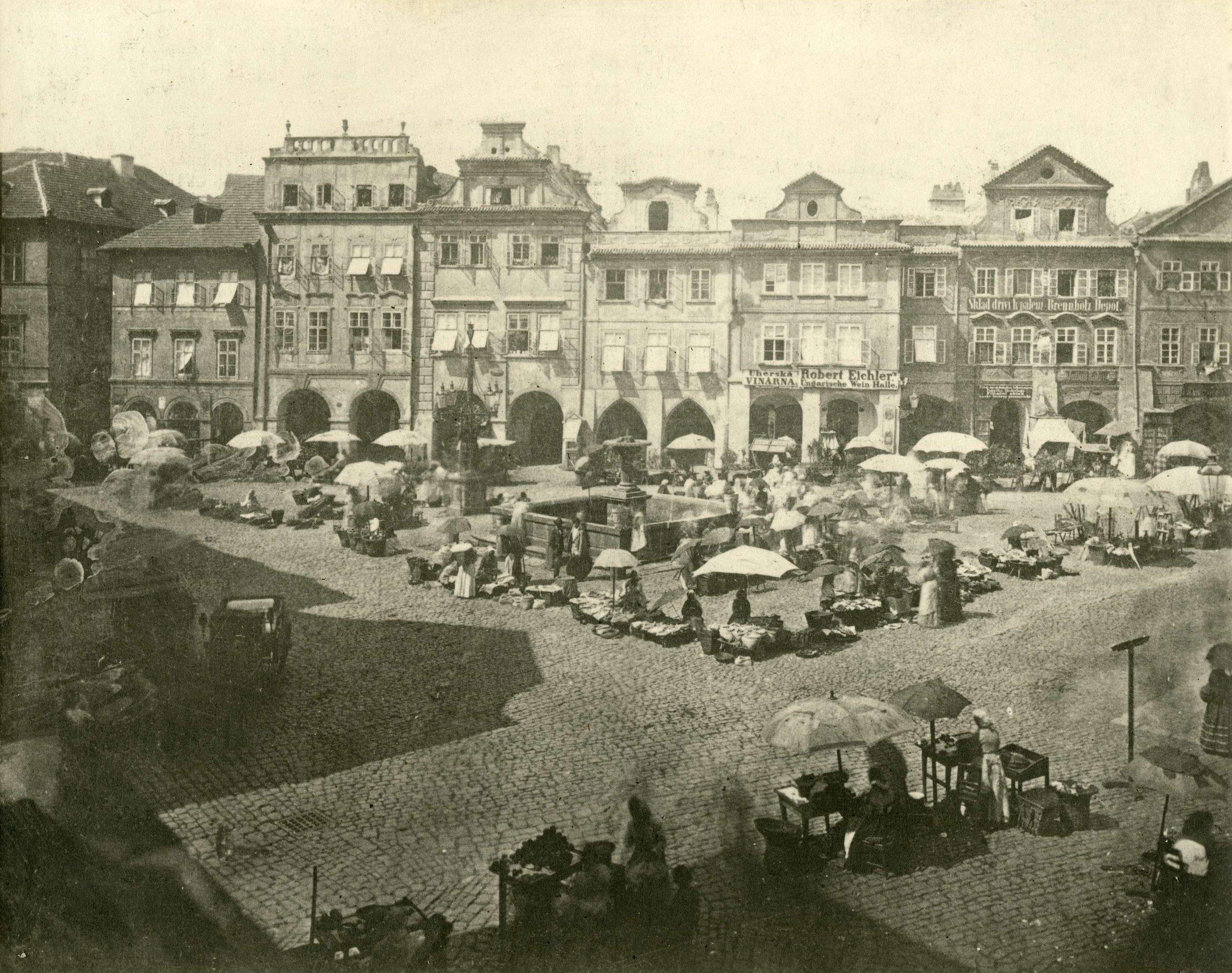
Photographie d'environ 1870, fontaine carrée

## Topographie historique
Le nom vient du milieu du XIVe siècle, lorsque la vente de charbon de bois a été transférée de la place Koziho, située à proximité. La place a donc aussi parfois été appelée « nouveau marché au charbon ». Le charbon était en partie alimenté à la campagne tandis qu'une autre partie était brûlée dans la fabrique de charbon locale. Il était acheté à la fois pour le ménage et pour les artisans (forgerons, horlogers, serruriers, etc.). Ce n’est que dans la première moitié du XIXe siècle que la vente de charbon de bois s’est effritée au fur et à mesure qu’il a été progressivement remplacé par de la houille. Il y avait un atelier de forgeron (jusqu'au XIXe siècle quand il a été démoli) dans le voisinage du moulin.
Par la suite, la plupart des fleurs coupées et des couronnes mortuaires ont été vendues sur le marché au charbon. De la même manière que le marché aux fruits, il y avait de nombreux stands de nourriture de rue.
La maison U tří DEG (n° 424), à l’origine un café, est la seule qui ait été préservée parmi un certain nombre de maisons anciennes à arcades bordant le côté ouest de la place. Les autres ont été démolies. À leur place a été construit l'immeuble U Šturmů (au coin de Skořepka) et en 1883 le bâtiment de l'école.
Une fontaine carrée a été construite dans la forge à la fin des années 1830. Elle a été démolie en 1894. En 1951, la classique fontaine Wimmer  l'a remplacée à sa place. Son groupe sculptural principal (interprété le plus souvent comme une allégorie de la viticulture et de l'agriculture) a été sérieusement endommagé par des vandales en 1974. Une copie des pièces fut réinstallée sur la fontaine en 1979 (l'original est placé dans le Lapidarium. Le 19 mars 2011, un groupe de jeunes ivres (dont le fils de l'ancien maire Pavel Bém) endommagea à nouveau la sculpture.
Depuis 1888, il existe des toilettes publiques sur la place, qui faisaient partie du réseau de toilettes exploitées dans les années 1890-1937 par Marie Procházková. En 1925, le hangar en bois transféré à Michle a été remplacé par les toilettes souterraines actuelles.  

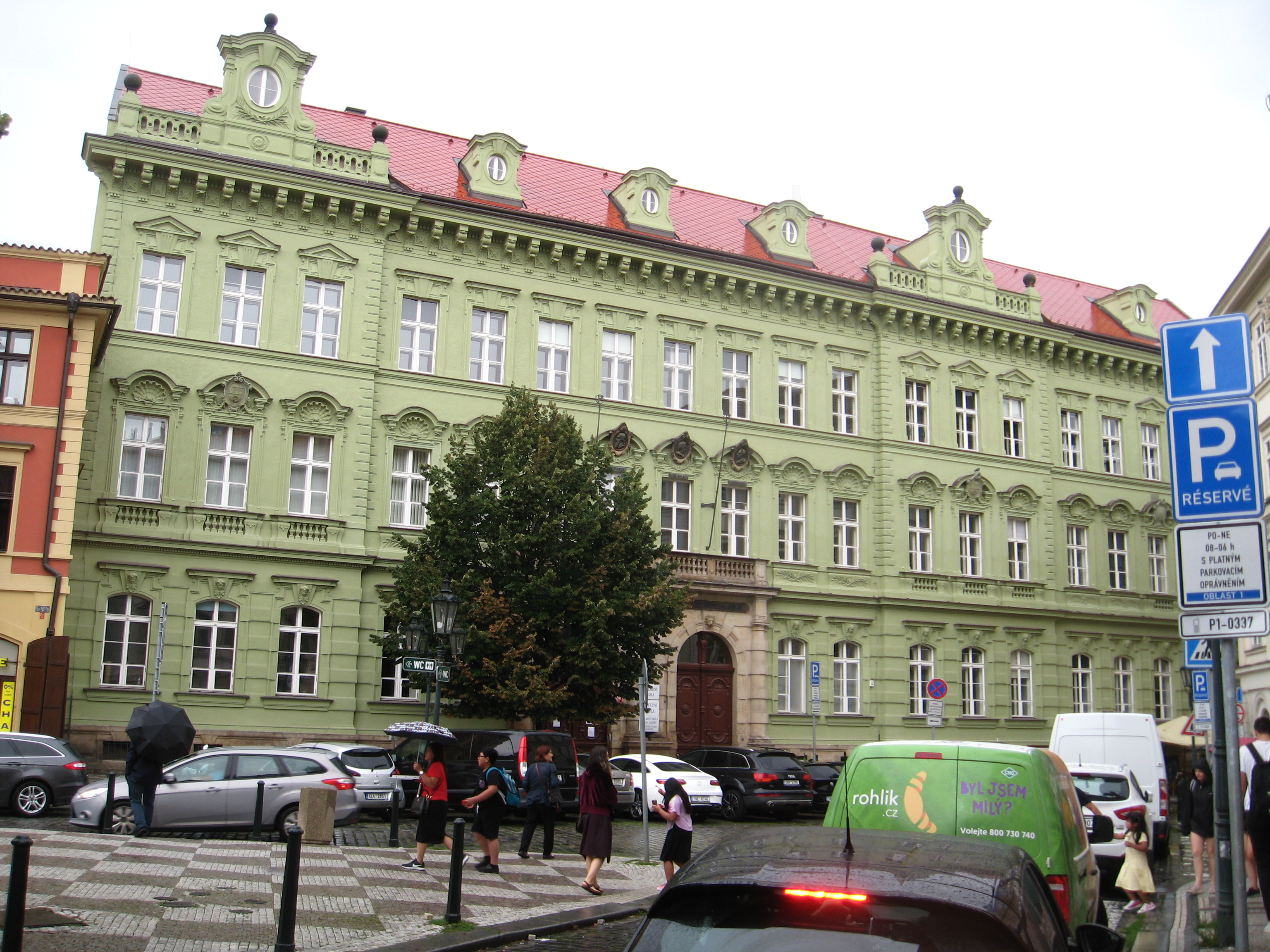
Bâtiment scolaire sur le marché du charbon, n° 4

L'éclairage de la place est une réplique des lampes d'origine de 1867.
Le bâtiment de l'école primaire sur le marché du charbon est une zone de répétition de la chorale des enseignants de Prague . 
Le 15 mars 1939, le bâtiment de l'école était occupé par des membres de la Communauté nationale fasciste (NOF), réunissait leurs partisans et était destiné à occuper les principaux bâtiments publics du centre de Prague, parallèlement aux occupants allemands.
Le marché au charbon est également associé aux sites de tournage. Au restaurant U Dvou koček, des prises de vue avec Josef Abrham ont été filmées pour la comédie Vrchní, prchni. Le quinzième épisode de la série a été tourné devant le bâtiment de l'école primaire.

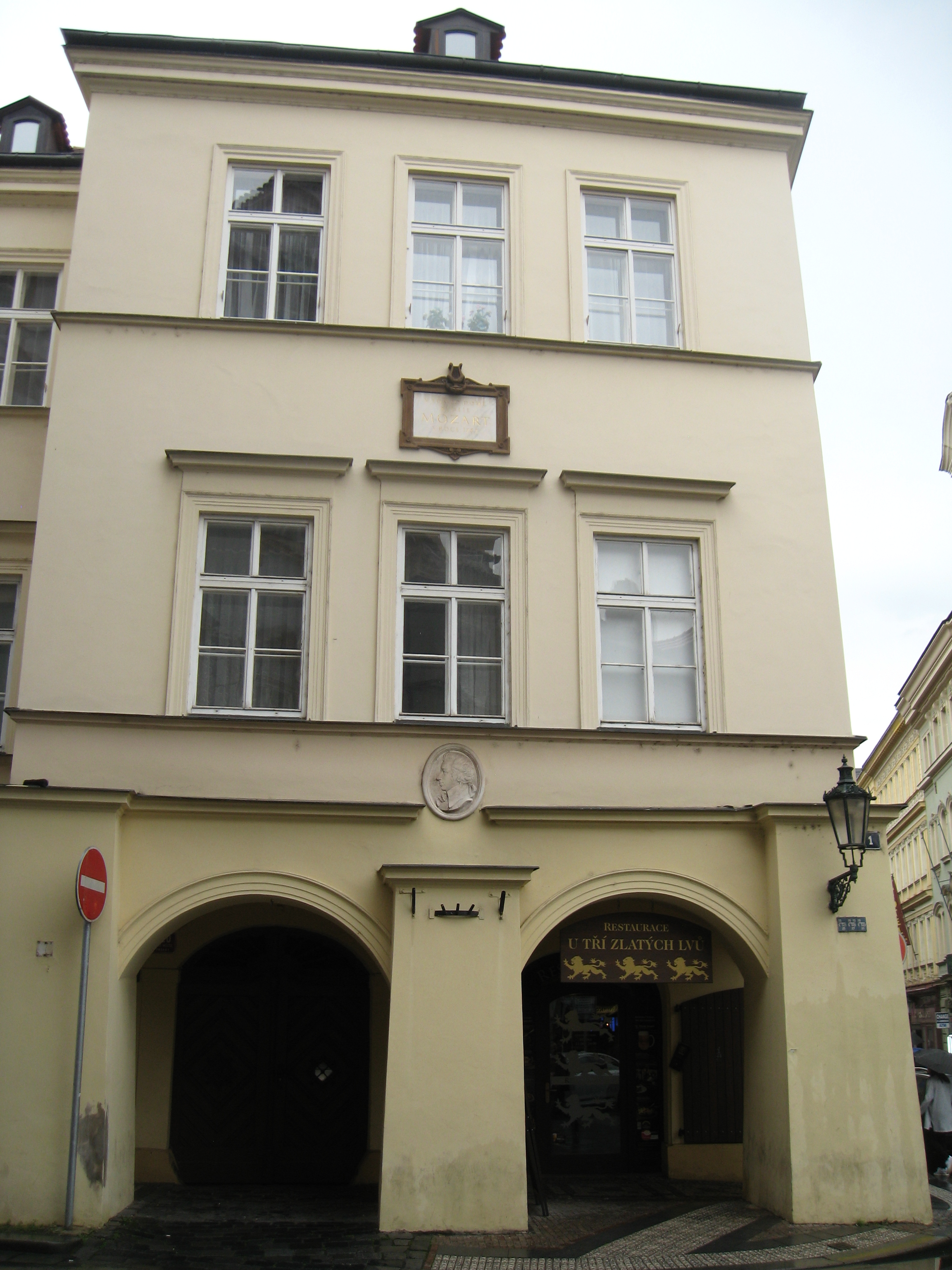
La maison aux trois lions d'or, représentant en relief la tête de WA Mozart

## Bâtiments
- Maison Aux Oignons
- Palais Platýz
- Maison à deux chats
- Maison à trois degrés
- École primaire
- La Maison des Trois Lions d'Or - avec une plaque commémorant le séjour de Mozart en 1787
- Fontaine Wimmer
- Toilettes publiques - avec finition extérieure d'origine de 1925

## Le marché du charbon chez lespeintres,photographesetécrivains
- Jan Bedřich Plaček (1890-1980), tableau non daté, Marché au charbon. Aujourd'hui dans la galerie de la ville de Prague (GHMP)[11]

- Tavík František Šimon (1877-1942), tableau Marché au charbon (rue Perlová) (1908)[12]
- Antonín Slavíček (1870-1910), tableau Marché au charbon (1908). Aujourd'hui dans les collections du château de Prague[13]

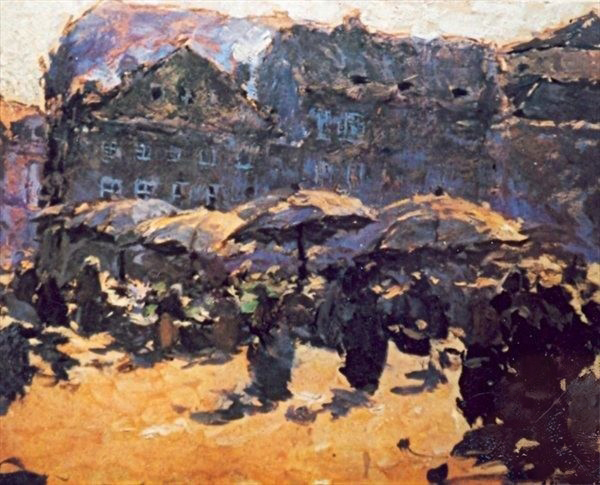
Tableau Antonín Slavíček Marché au charbon (1908)

- Zdenka Braunerová (1858-1934), tableau Marché au charbon (vers 1897)[14]
- Jan Bedřich Minarik (1862-1937), tableau Marché au charbon (1916)[15]

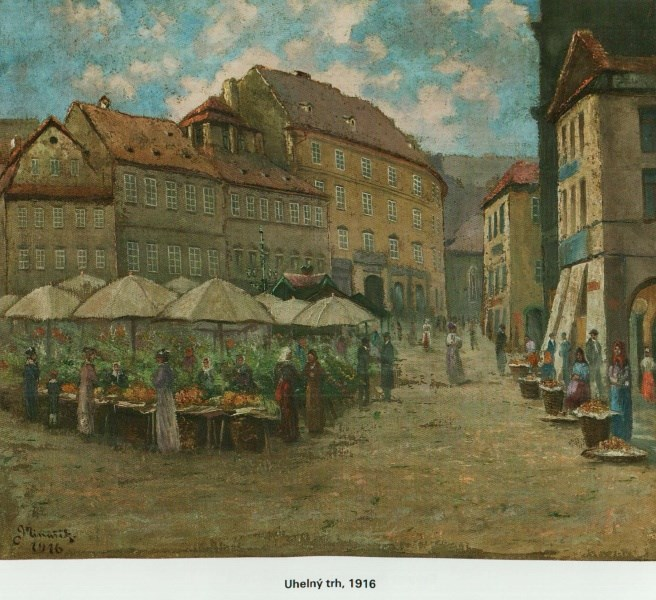
Tableau de Jan Bedrich Minarik, marché au charbon (1916)

- Jaroslav Kysela (1913-2003), photographe Matin dans le marché au charbon à Prague (tiré de la série Prague Morning) (1942). Aujourd'hui dans les collections de la galerie Morave à Brno[16]
- Karolína Světlá (1830-1899), écrivaine, a décrit le vieux centre de Prague dans ses nouvelles[17]

## Galerie de photos (passé)

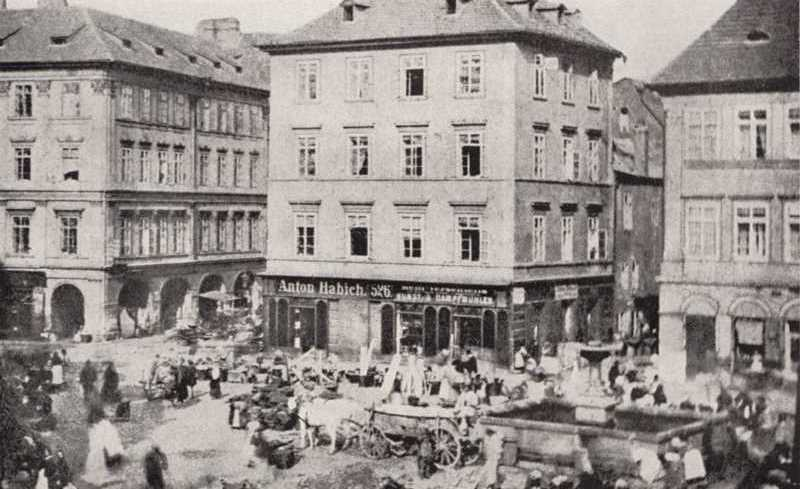
Marché du charbon, 1865
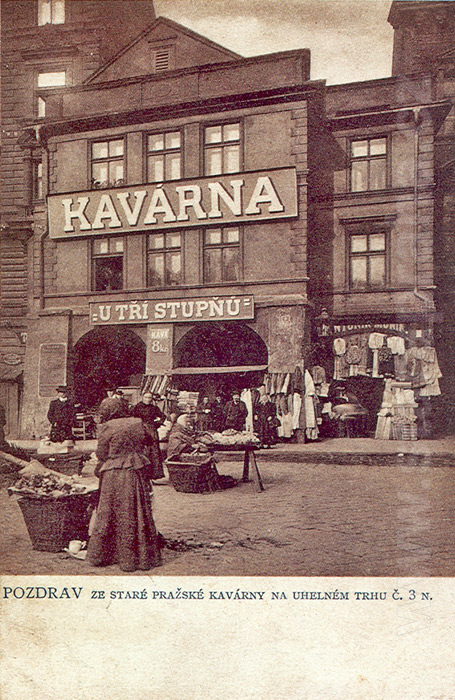
Marché du charbon, maison Kavarna (non daté)
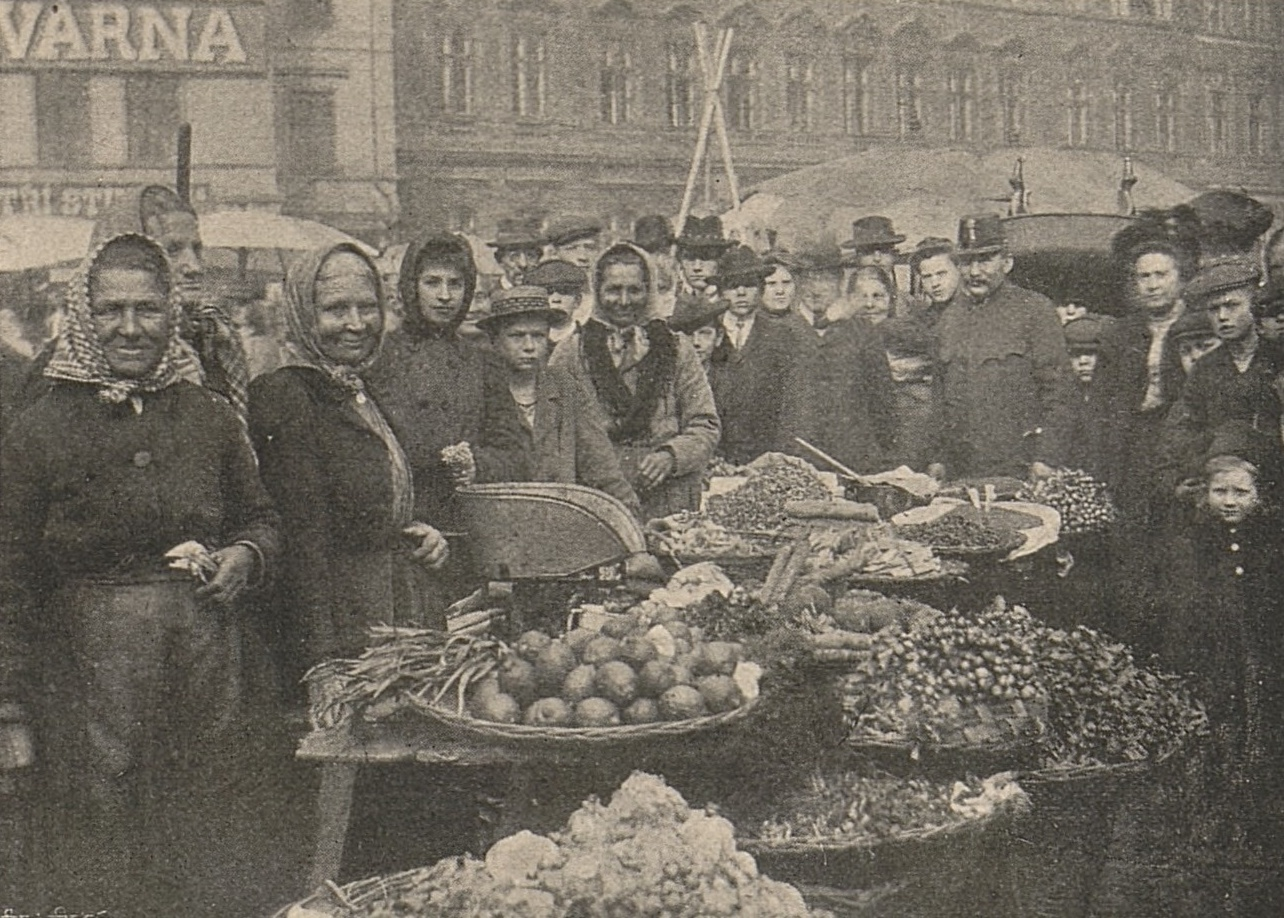
Marché du charbon, magazine Světozor, vol. 6, n ° 34, 1er juin 1906
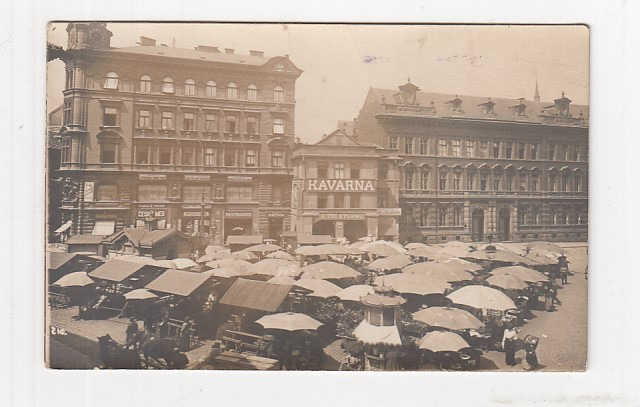
Marché au charbon, le marché sur la place (vers le début du XXe siècle)

## Galerie de photo (présent)

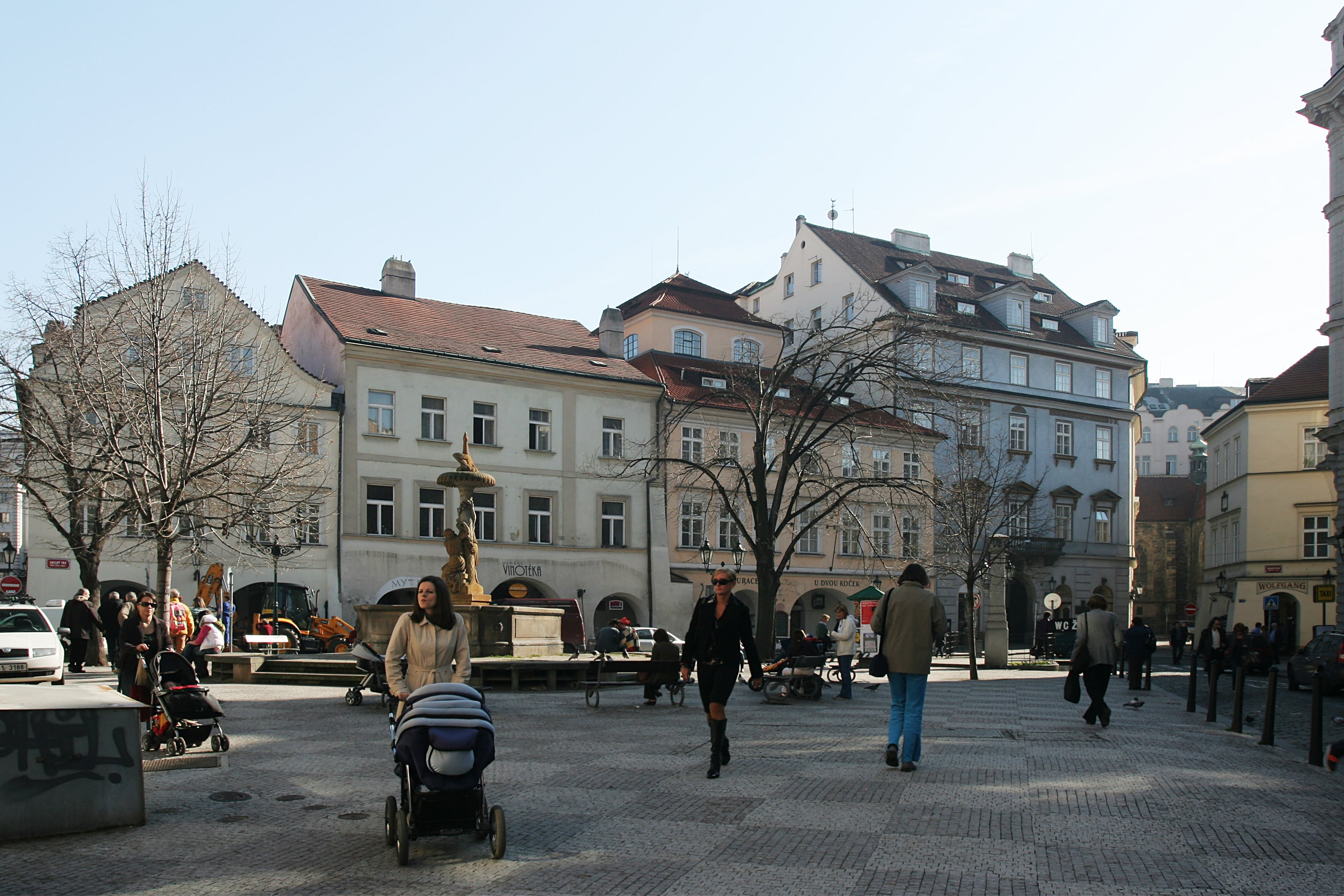
Marché du charbon du sud
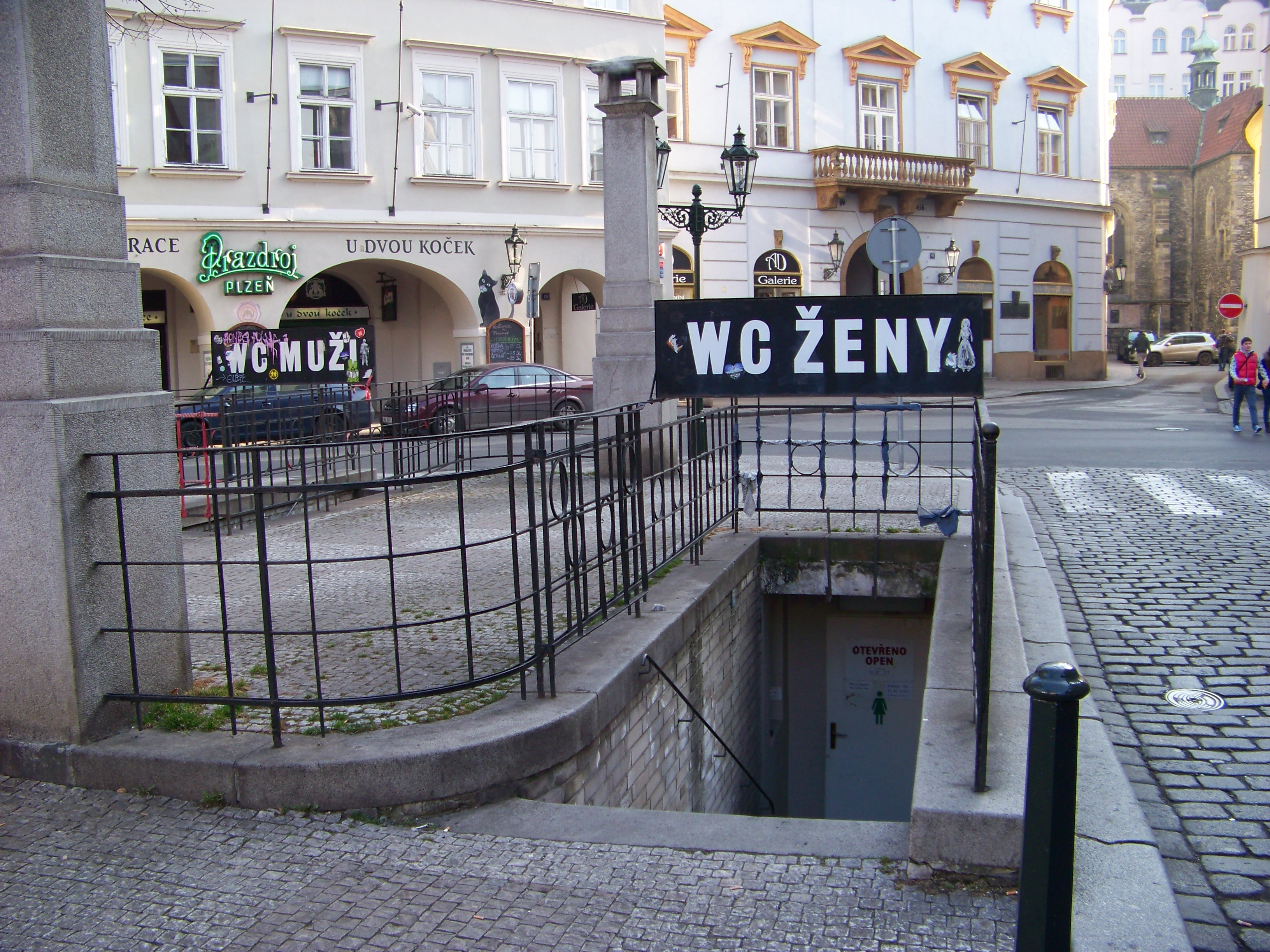
Marché au charbon, toilettes publiques, femmes
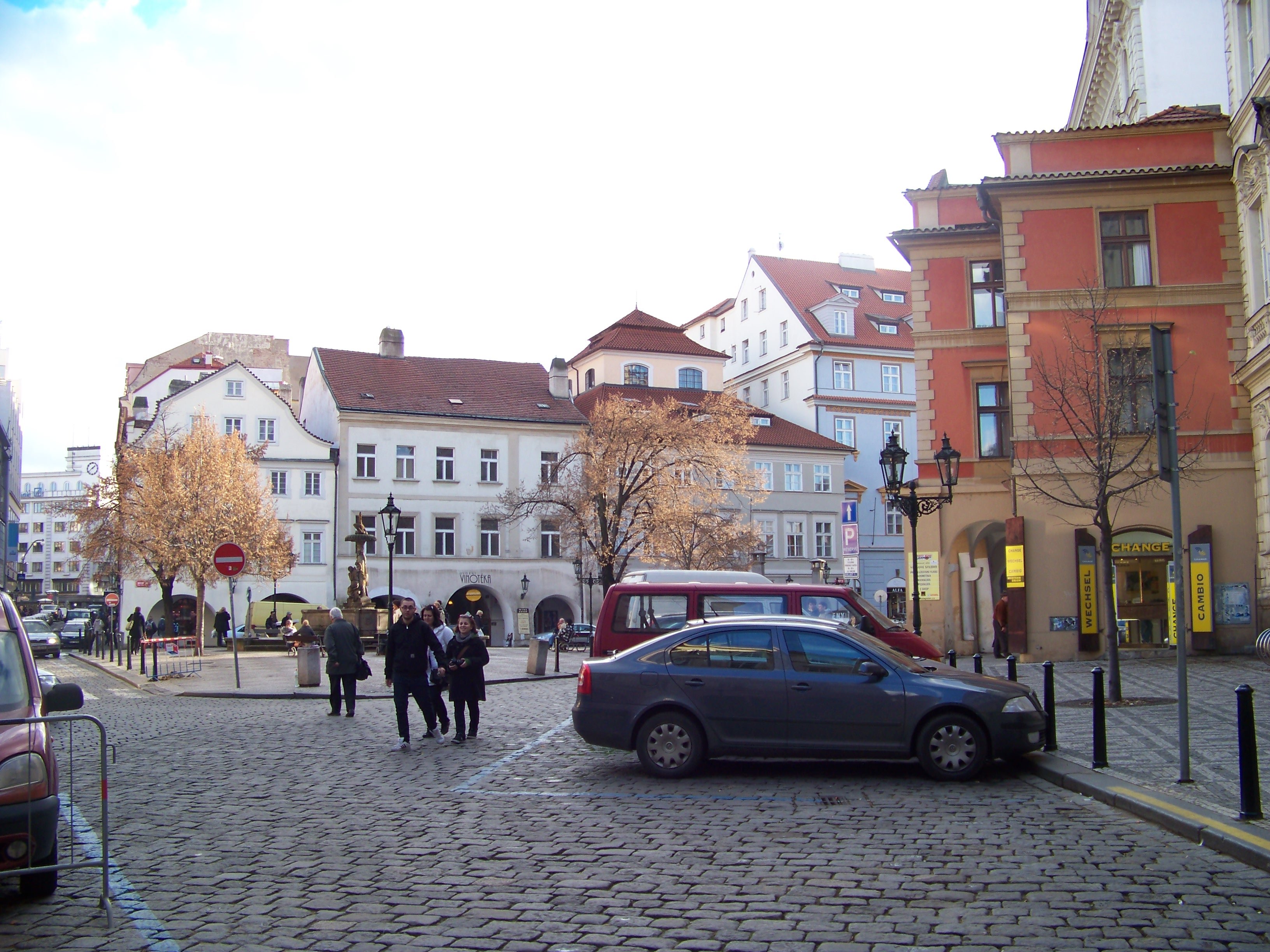
Marché du charbon de la rue Michalská
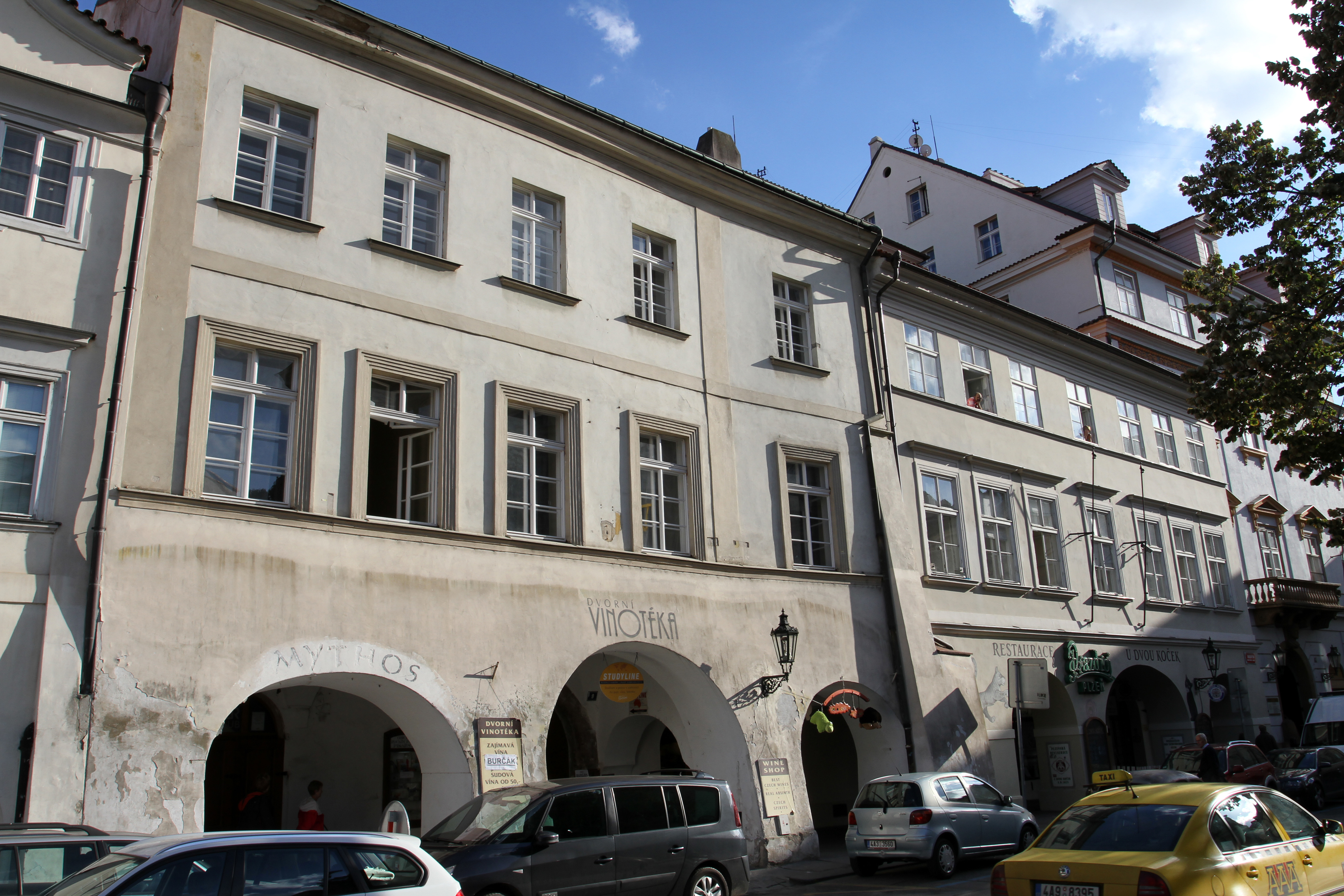
Maison aux trois plumes (U Vlčího hrdla), n ° 9
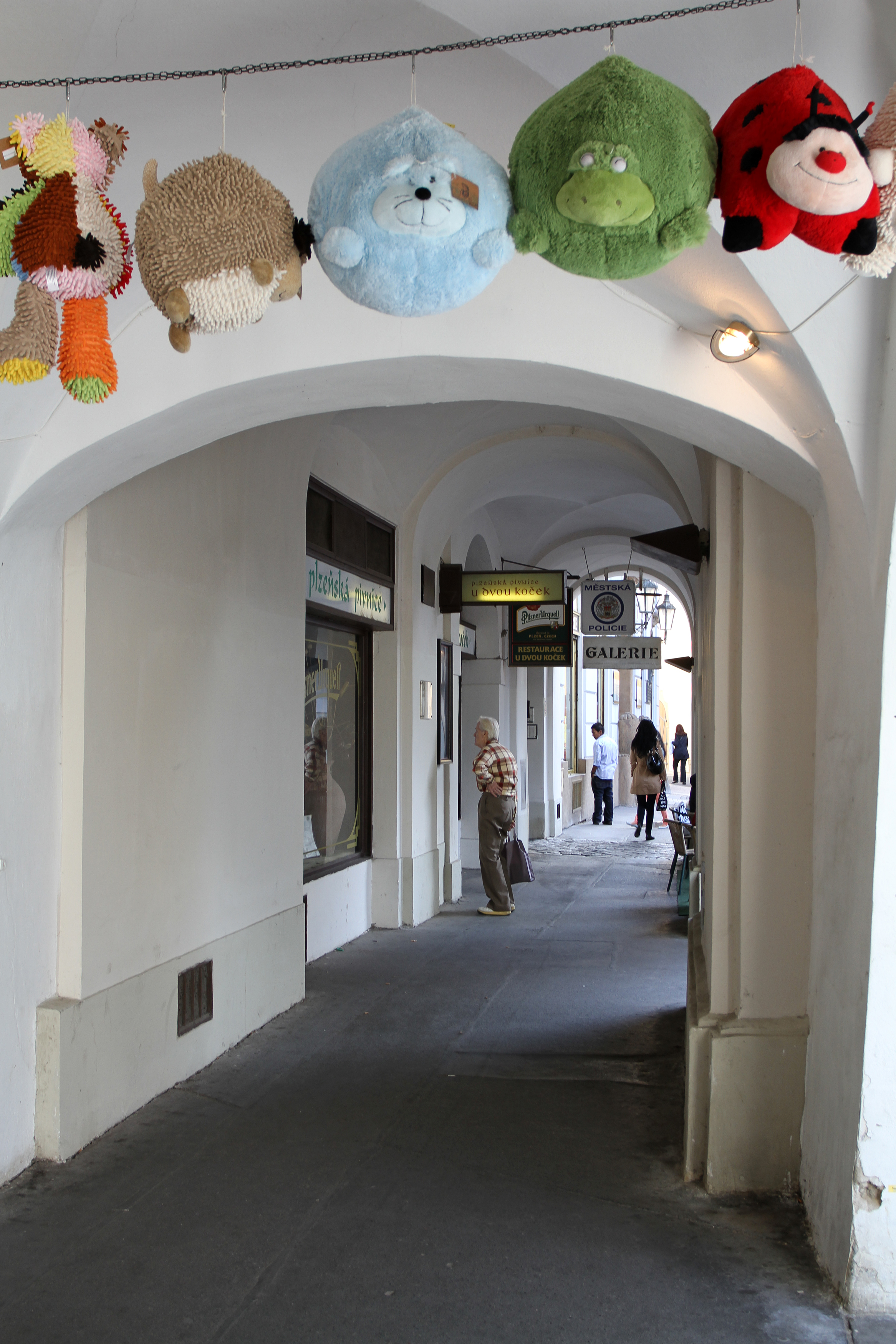
Arcade de la maison U Trnku (U Dvou koček, Maly Platyz), n ° 10
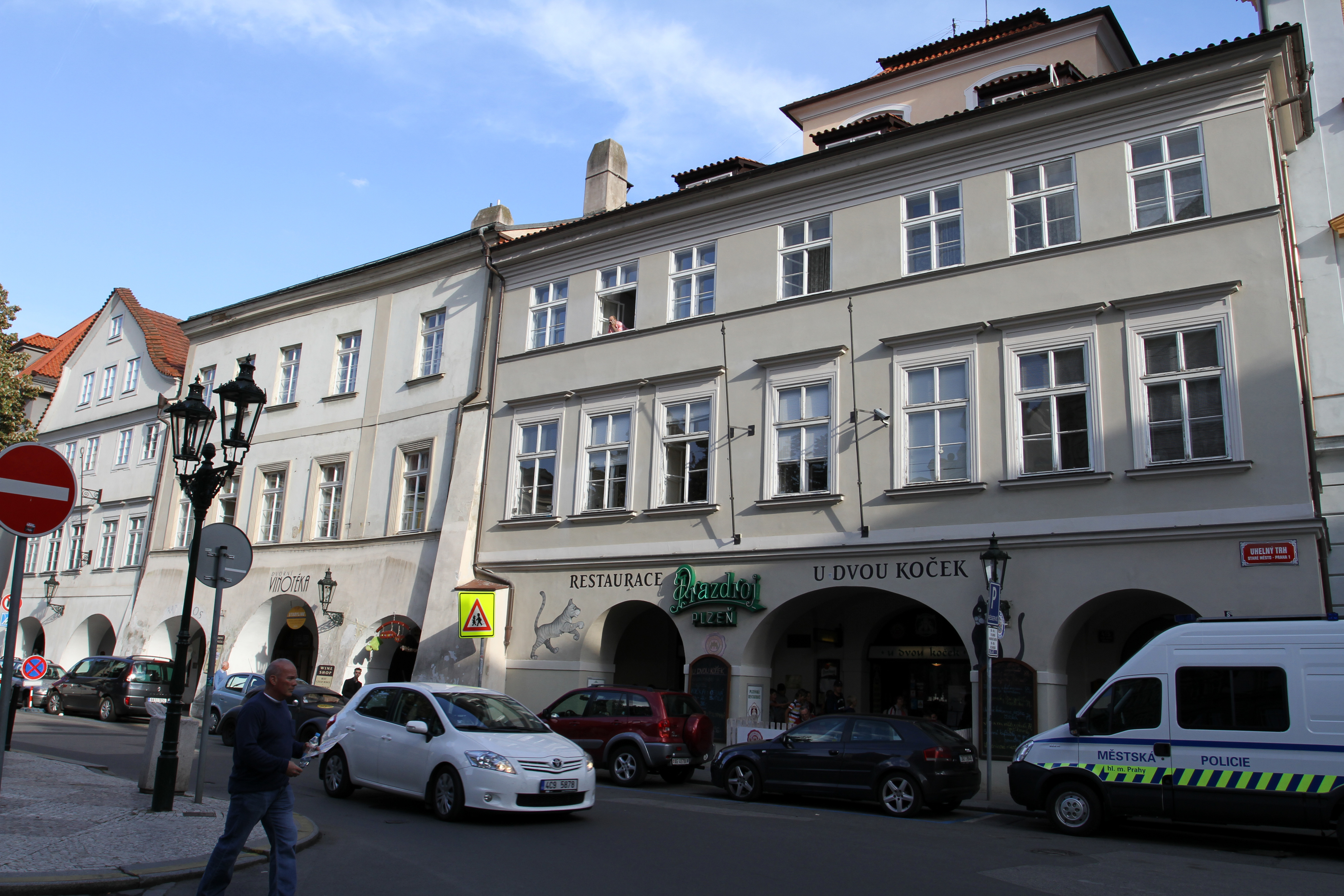
Maison U Trnku (U Dvou Koecek, Malý Platýz), n ° 10
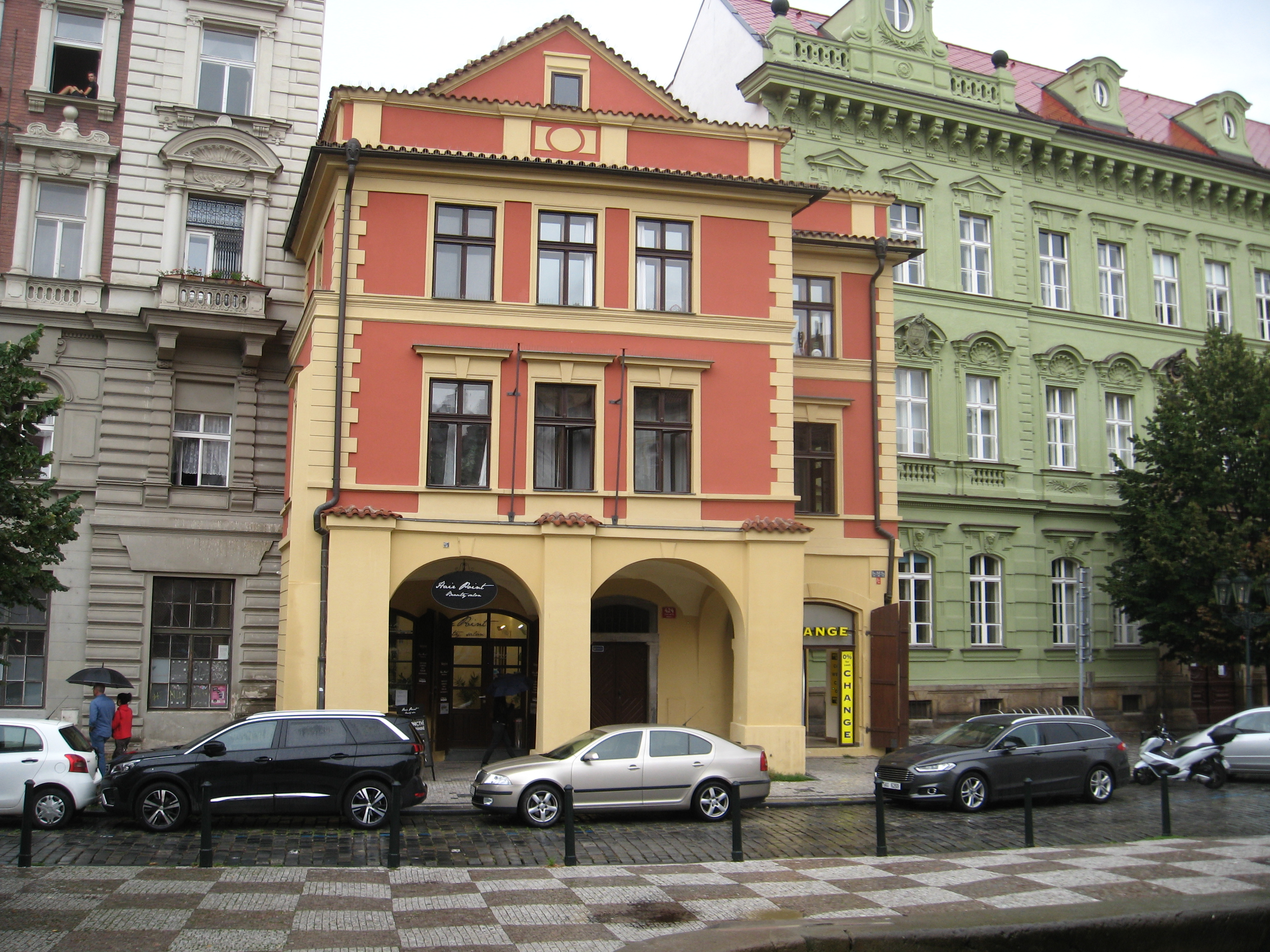
partie nord-ouest de la place après "l'assainissement" au XIXe siècle. avec arcade partiellement préservée, degré U Tří (marches U Tří), n ° 3
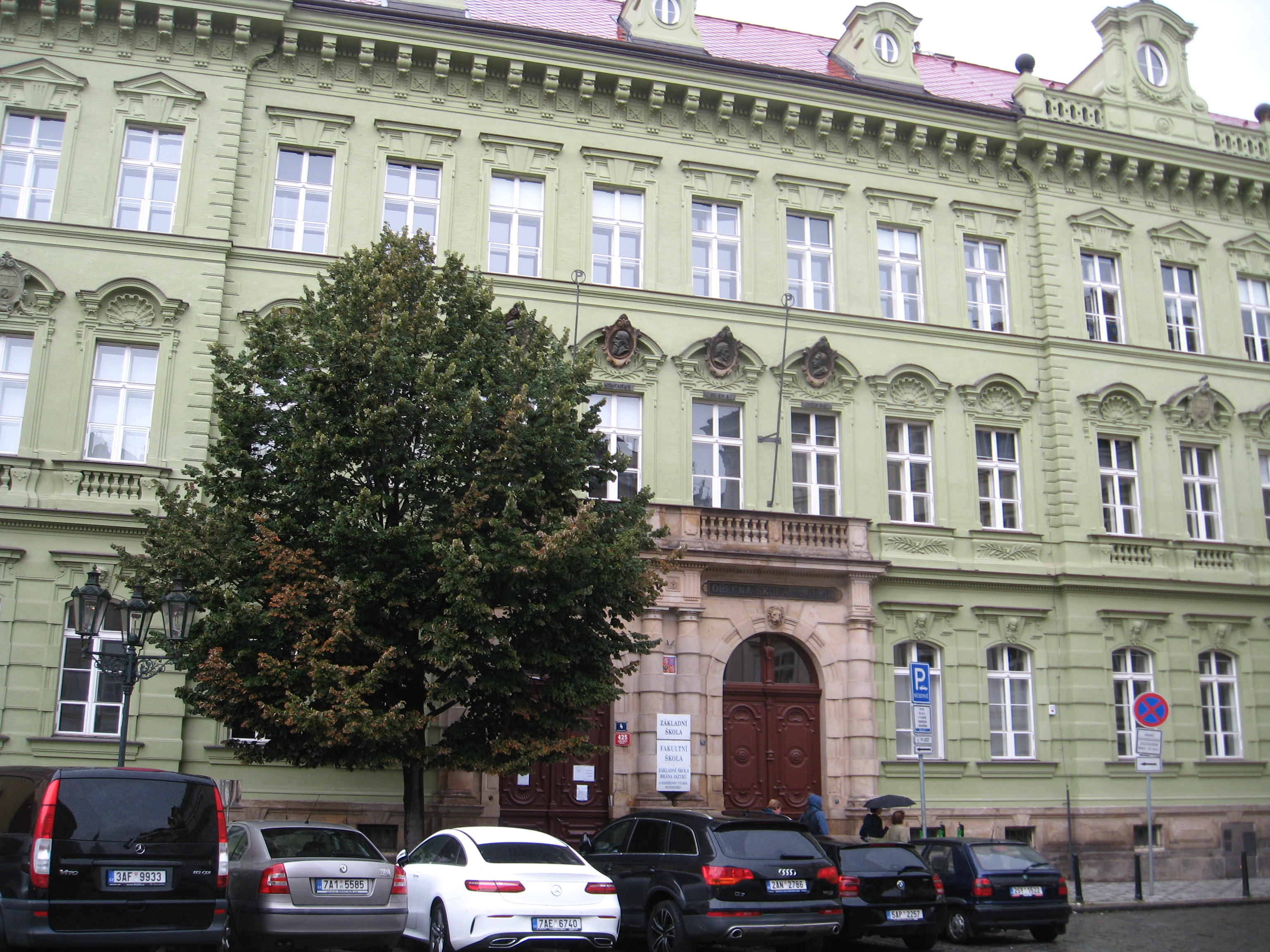
Bâtiment scolaire, à l’origine 2 entrées sur 2 bâtiments (écoles de filles et d’étudiants)